# Клакс Канјон (Аризона)
Клакс Канјон (енгл. Clacks Canyon) насељено је место без административног статуса у америчкој савезној држави Аризона.

## Демографија
По попису из 2010. године број становника је 173.
| Група             | 2000.    | 2010.       |
| Белци             | 0 (0,0%) | 163 (94,2%) |
| Афроамериканци    | 0 (0,0%) | 0 (0,0%)    |
| Азијати           | 0 (0,0%) | 1 (0,6%)    |
| Хиспаноамериканци | 0 (0,0%) | 6 (3,5%)    |
| Укупно            | 0        | 173         |